# 弗朗索瓦·卡龙
弗朗索瓦·卡龙（法語：François Caron，法語發音：[fʁɑ̃swa kaʁɔ̃]；1600年—1673年4月5日），是一位荷蘭東印度公司與法國東印度公司的殖民長官。他是最早活動於日本的法裔歐洲人，他留下關於當地的觀察紀錄也是最早非天主教徒的觀點之一。

## 生平
他出身布魯塞爾一個法國胡格諾派難民家庭。年少時，他進入荷蘭東印度公司船艦擔任廚師助手。後來，他在日本活動二十年，成為東印度公司的甲比丹，並在當地娶妻生子。 
1628年，發生濱田彌兵衛事件，第三任臺灣長官努易茲在熱蘭遮城內遭日本朱印船船長濱田彌兵衛及同行商人武力挾持，他當時為長官通譯也同遭挾持。荷蘭為討好日本，1629年將努易茲撤職，並宣判兩年徒刑，日本仍未恢復對荷貿易，1632年再引渡至日本拘禁，才恢復貿易。直到1636年12月11日，他出任公司特使，以一座796斤的青銅燭台為禮物才將努易茲救回（此燭台現仍存於日光東照宮）。
1644年，他被派任為第八任臺灣長官，1646年離任。1647年，尤紐斯牧師與前台灣長官普特曼斯，連袂向總公司十七人董事會控訴拉美島事件對拉美人過當的復仇。董事會聞此慘事極為震驚，下令總督與已卸任、時任事務總長的他進行調查檢討。離開東印度公司後，在法國財政大臣讓-巴普蒂斯特·柯爾貝爾的慫恿下，他成為法國東印度公司第一任總督。 此後，他長年致力於協助法國在馬達加斯加與印度等地從事殖民貿易活動。
1673年4月5日，他在里斯本遇海難死於太加斯河口。